# SlipKnot
SlipKnot fue uno de los primeros navegadores web, disponible para usuarios de Microsoft Windows (igual o superior a Windows 3.1) entre noviembre de 1994 y enero de 1998. Fue desarrollado por Peter Brooks de MicroMind, Inc. para proveer de una interfaz gráfica al momento de acceder a Internet a los usuarios que no disponían de una conexión TCP/IP.
La versión 1.0 de SlipKnot fue lanzada el 22 de noviembre de 1994, aproximadamente 3 semanas antes de que fuera lanzada la versión 1.0 de Netscape Navigator. Fue diseñado para ser útil a aquellos usuarios de Microsoft Windows que no podían usar Mosaic o Internet Explorer en aquel tiempo.

## Historia
En los años 1994 y 1995 la mayoría de los usuarios de computadoras personales que querían acceder a Internet lo hacían usando aplicaciones desde la línea de comandos. Generalmente tenían acceso a través de conexión por línea conmutada a una cuenta de shell en un sistema Unix de sus empleadores o en un proveedor de servicios de Internet contratado especialmente (por ejemplo, Netcom). El usuario hogareño ejecutaba un emulador de terminal convirtiendo sus computadoras en un shell de Unix, ingresaba en el servidor Unix, y finalmente ejecutaba allí aplicaciones en modo texto como pine y elm como clientes de correo electrónico, gopher para la descarga de archivos, y lynx como navegador web.
Aunque el acceso a Internet en modo texto resultaba cómodo mientras las páginas web contenían únicamente texto, Mosaic cambió el panorama en 1993 al incluir soporte y promover el uso de gráficos, multimedia y diferentes tipos de letras en las páginas web. También fue pionero en el uso del mouse durante la navegación para la activación de un hiperenlace, técnica que fuera un estándar en anteriores aplicaciones de hipertexto, como el sistema de ayuda de Microsoft Windows.
Mosaic fue desarrollado por programadores universitarios que tenían acceso a conexiones de alta velocidad a través del protocolo TCP/IP. Esto se hacía evidente en el diseño de la aplicación —por ejemplo, luego de activar un hiperenlace, el usuario debía esperar hasta que todo el contenido de la página web fuera descargado por el navegador para que finalmente se mostrara algo en la pantalla. Las conexiones de alta velocidad aprovechaban la capacidad de TCP/IP para realizar varios pedidos y descargas al mismo tiempo, entonces el tiempo entre que el navegador hacía el primer pedido y que la página web era finalmente mostrada era corto. Por tales razones es que Mosaic era inapropiado para usuarios hogareños que generalmente no poseían conexiones a través de TCP/IP, e incluso para quienes poseían este tipo de conexiones porque no podían sacarles provecho por la baja velocidad de los módems hogareños (cuyas velocidades eran típicamente de 9600 y 14.4k baudios).
En 1994 algunos ISPs comenzaron a ofrecer conexiones TCP/IP a través de módems, con protocolos como SLIP y PPP. El hecho de que fuera una tecnología demasiado nuevo implicaba que fuera extremadamente difícil de configurar y mantener. Por esto la mayor parte de los usuarios hogareños seguían conformandosé con las conexiones a shell de Unix, y no podían usar Mosaic, Netscape, o cualquier otro de los navegadores web basados en TCP/IP.
Al ver el potencial y la aceptación que tuvo Mosaic a finales de 1993, Peter Brooks decidió en abril de 1994 desarrollar un navegador web completamente en modo gráfico ideal para usuarios hogareños.

## El navegador
La versión 1.0 de SlipKnot fue completada y distribuida como shareware en noviembre de 1994, convirtiéndose en el primer navegador web no gratuito. Su nombre es un juego de palabras entre el término slip knot (en idioma inglés, un tipo de nudo) y SLIP (Serial Line Internet Protocol) —una versión anterior de TCP/IP sobre módems telefónicos— y no por el hecho de que, a diferencia de Mosaic y Netscape Navigator, no era necesaria una conexión de tipo SLIP para poder visualizar contenido gráfico.
SlipKnot recibió el premio Best Communications Shareware Program of 1995 (Mejor aplicación de comunicaciones de 1995 distribuida como shareware) por Ziff-Davis y quedó en segundo puesto para el premio Best Overall Shareware Program of 1995 (Mejor aplicación distribuida como shareware de 1995).
Para mediados de 1996 cuando el desarrollo de SlipKnot cesó, la mayoría de los usuarios hogareños tenían acceso de conexiones TCP/IP fáciles de instalar, y todas las nuevas aplicaciones de Internet se basaban en ese protocolo.

## Información técnica
El motor de renderizado de SlipKnot fue escrito en C y la interfaz gráfica de usuario en Visual Basic. Como la conexión a Internet se hacía a través de la línea de comandos provista por la cuenta de shell, SlipKnot actúa como un bot engañando al servidor enviando comandos a la línea de comandos como si se tratara de una personal real. Primero se solicita cada parte de la página web a mostrar —primero el texto y luego las imágenes— y se guardan como archivos en el servidor Unix. Esto se lograba ejecutando el navegador web Lynx en el servidor Unix pasándole como argumentos la URL desde obtener el recurso (texto o imagen), y el nombre del archivo a crearse en el servidor. La descarga desde el servidor web que aloja la página web al servidor Unix era generalmente muy rápida, ya que estas últimas usaban conexiones de alta velocidad. Luego de todos los archivos requeridos fueron copiados en el servidor Unix, eran descargados en la computadora del usuario. Esto se lograba ejecutando la aplicaciones para comunicaciones zmodem (enviando el comando zmodem a la línea de comandos del servidor Unix) y luego instantáneamente poniendo a la computadora en un modo de recepción.
Una vez que se descargó el texto de la página web (el texto siempre era descargado primero), SlipKnot mostraba esa parte del contenido, mientras las imágenes eran descargadas en segundo plano y mostradas luego.